# Liste des monuments historiques de Rosheim
Ce tableau présente la liste de tous les monuments historiques de Rosheim (Bas-Rhin), classés ou inscrits.

## Monuments historiques
Selon la base Mérimée, il y a 11 monuments historiques à Rosheim, inscrits ou classés.
| Monument                                                                         | Adresse                         | Coordonnées                      | Notice         | Protection | Date | Illustration                                                                    |
| -------------------------------------------------------------------------------- | ------------------------------- | -------------------------------- | -------------- | ---------- | ---- | ------------------------------------------------------------------------------- |
| Église Saint-Étienne église sauf sacristie                                       | Rue de l'Église                 | 48° 29′ 44″ nord, 7° 28′ 00″ est | « PA00084908 » | Classé     | 1990 | Église Saint-Étienneéglise sauf sacristie                                       |
| Église Saints-Pierre-et-Paul église                                              | Rue du Général-de-Gaulle        | 48° 29′ 48″ nord, 7° 28′ 14″ est | « PA00084909 » | Classé     | 1840 | Église Saints-Pierre-et-Pauléglise                                              |
| Grange aux dîmes                                                                 | Rue de la Dîme                  | 48° 29′ 46″ nord, 7° 28′ 14″ est | « PA67000092 » | Inscrit    | 2014 | Grange aux dîmes                                                                |
| Maison portail d'entrée, façades et toitures bâtiment principal et annexe, puits | 6-8 rue de l'Église             | 48° 29′ 43″ nord, 7° 27′ 59″ est | « PA00084910 » | Inscrit    | 1930 | Maisonportail d'entrée, façades et toitures bâtiment principal et annexe, puits |
| Maison façades, toitures                                                         | 31, rue du Général-de-Gaulle    | 48° 29′ 44″ nord, 7° 27′ 53″ est | « PA00084912 » | Inscrit    | 1930 | Maisonfaçades, toitures                                                         |
| Maison façade sur rue, toiture                                                   | 65, rue du Général-de-Gaulle    | 48° 29′ 46″ nord, 7° 28′ 02″ est | « PA00084913 » | Inscrit    | 1930 | Maisonfaçade sur rue, toiture                                                   |
| Maison façades, toitures                                                         | 108, rue du Général-de-Gaulle   | 48° 29′ 47″ nord, 7° 28′ 15″ est | « PA00084914 » | Inscrit    | 1930 | Maisonfaçades, toitures                                                         |
| Maison façades et toitures sur rue                                               | 1, rue des Violettes            | 48° 29′ 44″ nord, 7° 27′ 53″ est | « PA00084915 » | Inscrit    | 1930 | Maisonfaçades et toitures sur rue                                               |
| Maison romane maison                                                             | 23-25, rue du Général-de-Gaulle | 48° 29′ 43″ nord, 7° 27′ 50″ est | « PA00084911 » | Classé     | 1921 | Maison romanemaison                                                             |
| Remparts remparts, quatre portes                                                 |                                 | 48° 29′ 48″ nord, 7° 28′ 16″ est | « PA00084917 » | Classé     | 1920 | Rempartsremparts, quatre portes                                                 |
| Puits à six seaux puits                                                          | Place de l'Hôtel-de-Ville       | 48° 29′ 46″ nord, 7° 28′ 08″ est | « PA00084916 » | Inscrit    | 1930 | Puits à six seauxpuits                                                          |

## Mobiliers historiques
Selon la base Palissy, il y a 21 objets monuments historiques à Rosheim.
| Monument historique                                                                                          | Localisation                            | Protection | Date de la protection | Référence            | Photo |
| --- | --------------------------------------- | ---------- | --------------------- | -------------------- | ----- |
| groupe sculpté : Déploration du Christ                                                                       | chapelle de la Vierge-des-Sept-Douleurs | classé     | 1992                  | Notice no PM67000234 |       |
| tableau : Le Christ remettant les clés à Saint-Pierre                                                        | église catholique Saint-Étienne         | inscrit    | 1993                  | Notice no PM67001738 |       |
| stalles et lambris de demi-revêtement                                                                        | église catholique Saint-Étienne         | inscrit    | 1993                  | Notice no PM67001737 |       |
| autel : maître-autel                                                                                         | église catholique Saint-Étienne         | inscrit    | 1993                  | Notice no PM67001736 |       |
| statue : Vierge de l'immaculée Conception                                                                    | église catholique Saint-Étienne         | inscrit    | 1995                  | Notice no PM67001735 |       |
| chaire à prêcher                                                                                             | église catholique Saint-Étienne         | inscrit    | 1995                  | Notice no PM67001734 |       |
| 2 autels, 2 retables, 2 tableaux (latéraux) de Sainte-Catherine et de la Naissance de la Vierge              | église paroissiale Saint-Étienne        | classé     | 1995                  | Notice no PM67000771 |       |
| 4 confessionnaux                                                                                             | église paroissiale Saint-Étienne        | classé     | 1995                  | Notice no PM67000770 |       |
| clôture de chœur                                                                                             | église paroissiale Saint-Étienne        | classé     | 1995                  | Notice no PM67000769 |       |
| retable, tableau, lambris de revêtement, stalles (retable non architecturé) : la Lapidation de Saint-Étienne | église paroissiale Saint-Étienne        | classé     | 1995                  | Notice no PM67000768 |       |
| tableau : Saint-Ignace de Loyola                                                                             | église paroissiale Saint-Étienne        | classé     | 1991                  | Notice no PM67000564 |       |
| orgue | église Saint-Pierre-et-Paul             | classé     | 1973                  | Notice no PM67001078 |       |
| orgue : partie instrumentale de l'orgue                                                                      | église Saint-Pierre-et-Paul             | classé     | 1973                  | Notice no PM67000247 |       |
| horloge d'édifice                                                                                            | église Saint-Pierre-et-Saint-Paul       | classé     | 2000                  | Notice no PM67000890 |       |
| statue : Christ en croix et croix de procession                                                              | hôpital                                 | inscrit    | 2001                  | Notice no PM67001463 |       |
| armoire | hôpital                                 | classé     | 2003                  | Notice no PM67000917 |       |
| poêle de chauffage : poêle à deux corps                                                                      | hôtel de ville                          | inscrit    | 2001                  | Notice no PM67001462 |       |
| tableau : Noces paysannes                                                                                    | hôtel de ville                          | inscrit    | 2001                  | Notice no PM67001461 |       |
| pièce murale : tapisserie de Diane et Actéon                                                                 | hôtel de ville                          | inscrit    | 2001                  | Notice no PM67001356 |       |
| mécanisme d'horloge provenant de l'église Saint-Étienne de Rosheim                                           | hôtel de ville                          | classé     | 2003                  | Notice no PM67000921 |       |
| tableau : Saint-Jean Népomucène de Prague                                                                    | presbytère catholique                   | inscrit    | 1995                  | Notice no PM67001492 |       |